# Olympische Winterspiele 2018/Teilnehmer (Monaco)
| Gelbes Symbol für Goldmedaillen mit stilisierten Olympischen Ringen | Graues Symbol für Silbermedaillen mit stilisierten Olympischen Ringen | Braundes Symbol für Bronzemedaillen mit stilisierten Olympischen Ringen |
| ------------------------------------------------------------------- | --------------------------------------------------------------------- | ----------------------------------------------------------------------- |
| —                                                                   | —                                                                     | —                                                                       |

Bei den Olympischen Winterspielen 2018 nahm Monaco mit vier Athleten in zwei Disziplinen teil, davon drei Männer und eine Frau. Fahnenträger bei der Eröffnungsfeier war Rudy Rinaldi.

## Teilnehmer nach Sportarten

### Bob
| Athleten                | Wettbewerb | Lauf 1  | Lauf 1 | Lauf 2  | Lauf 2 | Lauf 3  | Lauf 3 | Lauf 4  | Lauf 4 | Gesamt      | Gesamt |
| Athleten                | Wettbewerb | Zeit    | Rang   | Zeit    | Rang   | Zeit    | Rang   | Zeit    | Rang   | Zeit        | Rang   |
| ----------------------- | ---------- | ------- | ------ | ------- | ------ | ------- | ------ | ------- | ------ | ----------- | ------ |
| Männer                  |            |         |        |         |        |         |        |         |        |             |        |
| Rudy Rinaldi Boris Vain | Zweierbob  | 49,85 s | 20     | 49,69 s | 16     | 49,68 s | 19     | 49,80 s | 16     | 3:19,02 min | 19     |

### Ski Alpin
| Athleten          | Wettbewerbe  | 1. Lauf     | 2. Lauf     | Gesamt      | Gesamt |
| Athleten          | Wettbewerbe  | Zeit        | Zeit        | Zeit        | Rang   |
| ----------------- | ------------ | ----------- | ----------- | ----------- | ------ |
| Männer            |              |             |             |             |        |
| Olivier Jenot     | Super-G      | −           | −           | 1:28,80 min | 38     |
| Olivier Jenot     | Riesenslalom | 1:14,93 min | 1:14,16 min | 2:29,09 min | 38     |
| Olivier Jenot     | Kombination  | 1:22,71 min | 50,73 s     | 2:13,44 min | 28     |
| Frauen            |              |             |             |             |        |
| Alexandra Coletti | Abfahrt      | −           | −           | 1:45,04 min | 27     |
| Alexandra Coletti | Super-G      | −           | −           | 1:24,01 min | 30     |
| Alexandra Coletti | Kombination  | DNS         | DNS         | DNS         | DNS    |